# Hypsiboas hutchinsi
Hypsiboas hutchinsi es una especie de anfibios de la familia Hylidae.
Habita en Colombia, posiblemente en Brasil y posiblemente en Perú.
Sus hábitats naturales incluyen bosques tropicales o subtropicales secos y a baja altitud y ríos. Está amenazada de extinción por la destrucción de su hábitat natural.